# Рейес, Хосе (гондурасский футболист)
Хосе́ Алеха́ндро Ре́йес Се́рна (исп. José Alejandro Reyes Cerna; род. 5 ноября 1997, Тегусигальпа) — гондурасский футболист, полузащитник коста-риканского клуба «Спортинг». В 2019 году сыграл один матч за сборную Гондураса.

## Клубная карьера
Рейес — воспитанник клуба «Олимпия» из своего родного города. 19 ноября 2016 года в матче против «Гондурас Прогресо» он дебютировал в чемпионате Гондураса. 18 февраля 2018 года в поединке против Лобос УПНФМ Хосе забил свой первый гол за «Олимпию». В том же году он помог клубу выиграть чемпионат.

## Международная карьера
В 2017 году в составе молодёжной сборной Гондураса Рейес принял участие в молодёжном Кубке КОНКАКАФ в Коста-Рике. На турнире он сыграл в матчах против команд Канады, Антигуа и Барбуды и Панамы.
В том же году Рейес принял участие в молодёжном чемпионате мира в Южной Корее. На турнире он сыграл в матчах против команд Франции, Новой Зеландии и Вьетнама.
В 2019 году в составе национальной команды Рейес принял участие Золотого кубка КОНКАКАФ. В матче против сборной Кюрасао он дебютировал за сборную Гондураса.
В 2019 году в составе олимпийской сборной Гондураса Рейес завоевал серебряные медали Панамериканских игр в Перу. На турнире он сыграл в матчах против команд Ямайки, Перу, Уругвая, Мексики и Аргентины. В поединке против мексиканцев Хосе забил гол.

## Достижения
Командные
«Олимпия»
- Победитель чемпионата Гондураса — Апертура 2019